# Смедеревска тврђава
Смедеревска тврђава је тврђава у Смедереву коју је на ушћу реке Језаве у Дунав у другој четвртини 15. века (од 1428. године) подигао деспот Србије- Ђурађ Бранковић (1427—1456), који је по њој назван Смедеревац. Тврђава је по свом типу класична водена (опкољена је Дунавом и Језавом, а са југа вештачким шанцем који повезује две реке) равничарско утврђење што је чини јединственом у српској средњовековној архитектури, а за узор приликом градње узет је Цариград и његови бедеми. Према својој површини од 10ha 41a 14m² (11,3272ha према мерењима из 1975. године) без спољашњег бедема и кула односно 14.5ha са њима, представља једну од највећих тврђава у Европи и највећу тог типа. Има основу разнокраког троугла (550m x 502m x 400m) у чијем је северном темену је смештен мањи разнокраки троугао (75m x ?m x ?m) који формира Мали град, док остатак утврђења чини Велики град. Снага смедеревских бедема показала се приликом османских опсада:
- 1439. године (када је после три месеца глад приморала опсађене на предају)
- 1453. године (када је одбијен напад Мехмеда II (1451—1482) који је те године заузео Цариград)
- 1456. године (када је одбијен напад)
- да би их Османлије коначно освојиле предајом града без борбе 1459. године, што је представљало и формални крај Деспотовине Србије.

Сјајан дизајн утврђења може се видети на основу чињенице да на њој, од окончања српске градње средином XV века и османског додавања четири артиљеријске куле 1480. године, није учињена никаква преправка све до краја њене војне употребе у другој половини 19. века, након што је, са још неколико утврђења, 1867. године предата кнезу Србије Михаилу Обреновићу (1839—1842, 1860—1868). Тврђава је претрпела значајна разарања током светских ратова од бомбардовања и експлозија, али је и поред тога задржала своју монументалност. Данас је Велики град махом у рушевинама и изложен зубу времена, док су на простору Малог града изведени конзерваторски и рестаураторски радови чиме му је донекле враћен пређашњи изглед, а цела тврђава се од 1946. године налази под заштитом државе. Мали град је често поприште културних и спортских манифестација, а током Смедеревске јесени он постаје културна престоница Смедерева и поприште одржавања многобројних представа и концерата.

## Фазе градње тврђаве
Првобитна идеја која је постојала при градњи Смедеревског града било је подизање утврђеног дворца за деспота и његову породицу уз границу према Краљевини Угарској из које би се они, у случају опасности од Османлија, лако могли склонити на безбедан простор њиховог северног сениора и суседа. Са таквим планом се отпочело са градњом 1428. године под надзором Томе Кантакузина, али је током наредних пола века тврђава била више пута проширивана, дограђивана и прерађивана, да би 1480. године попримила обрисе које и данас поседује. Према истраживањима која је спровео и објавио Леонтије Павловић, на Смедеревској тврђави се могу разликовати 4 различите фазе српске и 1 фаза османске градње.

### фаза градње (1428—1439)
Прва фаза градње обухвата подизање Малог града са унутрашњим зградама, махом дрвене конструкције. Он је био опасан ниском бедемом и воденим шанцем односно рекама, а поседовао је три капије, једну према насељу и две према Дунаву, уз Донжон. Неки аутори износе тезу, да у првом моменту уопште није постојала капија ка насељу, већ да се пре подизања ниског бедема и воденог шанца у утврђење улазило кроз капије на обали Дунава.
После подизања Малог града, постало је јасно да он није довољан и одмах се приступило његовом проширењу додавањем дугих бедема који би формирали Велики град. О томе да се првобитно планирало само подизање Малог града сведоче отвори за топове у њему који су данас усмерени у бедеме, који су подигнути касније. Није могуће а сигурношћу одредити докле је и у коликој мери био подигнут Велики град 1439. године када су Османлије опселе Смедерево, али је извесно да је он био у завршној фази, јер је опсадиоцима изгледао као светско чудо. иако су се сусрели са Цариградским бедемима који су послужили као нека врста инспирације за смедеревске. Тако да је она највероватније била мање више у потпуности завршена (ниски+високи бедем+водени шанац), али је питање било да ли су све куле на варошком и језавском бедему биле скроз завршене. Током овог периода су извршене и преправке на врховима неких кула које су засвођене да би на њима могли бити постављени топови којима је дејствовано по непријатељу 1439. године.

### фаза градње (1444—?)
После обнове Српске деспотовине Сегединским миром 1444. године, отпочела је обнова тврђаве, ојачавање неких кула да би могле да носе топове и замена дрвених зграда у Малом граду каменим. У овом периоду је додата и кула девет браће главе и седам браће главе у Малом граду, која је нижа од осталих и која је служила као магацин за житарице.

### фаза градње
Током треће фазе градње, коју је немогуће приближније датирати због континуитета градње, подигнути су ојачани бедеми на дунавској страни са једном кулом и језавској страни са три куле.
Четврта фаза градње обухвата додавање четири куле на дунавском бедему који је окренут према Краљевини Угарској. Леонтије сматра да је ово урађено на султанов захтев јер је деспот Ђурађ сматрао Мађаре својим савезницима, па није имао потребу за ојачавањем те стране. Међутим постоји могућност да је то деспот урадио самоиницијативно, да би се заштитио, за случај да услед неке несугласице између њега и Хуњадија, којих је било, дође до напада Мађара на Смедерево. Постоји могућност да је то можда изведено после Ђурђевог заробљавања Хуњадија, након Друге косовске битке 1448. године.
Иако мотиви за њихово накнадно подизање нису у потпуности јасни, оно што се по начину њихове градње може закључити је да су подизане у мирнодопским приликама, пошто су за разлику од осталих које су подигнуте од камена трпанца на брзину, ове четири рађене прецизним слагањем камена и црвене опеке чиме су постигнути византијски меандри црвено сивих боја.

### фаза градње (1480)
Последња фаза у развоју Смедеревске тврђаве одиграла се 1480. године, после битке на Годоминском пољу 1476. године. Током ње су Османлије од материјала добијеног рушењем некадашње деспотове цркве Благовештења у Великом граду, подигли ниску артиљеријску кулу на ушћу Језаве у Дунав. Уз помоћ материјала са других страна подигнуте су још две такве куле у теменима троугаоне основе тврђаве и на крају још једна ниска артиљеријска кула која је представљала улазну градску кулу, која је нестала у експлозији муниције 1941. године.

## Изглед тврђаве
У Малом граду је био смештен двор деспота Ђурђа са резиденцијом за становање и палатом за пријеме. Изграђен је 1428—1430. године као посебно утврђени владарски двор са свих страна опточен водом, и баш због тога се сврстава у тип водених утврђења, премда нема темеље у води (Леонтије Павловић). Мали град има донжон кулу, у централном делу камени зидани бунар, а улазило се са југозападне стране, кроз двојни систем капија.
Од Великог града који има 19 кула одвојен је воденим ровом. У Малом граду налази се 6 кула, од којих је на једној натпис из кога се јасно види да је град подигао Ђурађ Бранковић. Куле су широке око 11 m, високе око 20 m. Рађене су од ломљеног камена у добром кречном малтеру. Дебљина зидова достиже и до 4,5 m. Најдебљи су зидови према копненој страни Смедеревске тврђаве која има површину око 11 .
У Великом граду постојао је митрополијски комплекс са пратећим просторијама и грађевине за становништво. Црква је била дугачка 19 m, а у равни певница је широка 15,30 m. У средишњем делу се налазила часна трпеза у виду зиданог ступца, димензија 1,50 са 1,50 метра. Зидови су слабо очувани, јер је касније објекат рушен и надограђиван. Очувани су певнички зид и део северног зида. Од западног дела зида је сачуван само темељ. Што се изгледа тиче, спољна фасада је била малтерисана, судећи по стилу грађења.

### Основни подаци о тврђави
Смедеревски град био је једна од највећих средњовековних тврђава у Европи. Језгро је представљао троугаони Мали град, у врх Великога, опет троугаоног града. Овај већи део саграђен је одмах после Малога града, који је завршен 1430. године. Мали град је имао 6, а Велики град још 19 — укупно 25 великих четвртастих кула.
Површина Малог и Великог града, по мерењу из 1975. године, износи 11,3272 хектара. Он је уклијештен између десне обале Дунава и ушћа Језаве облика неправилног троугла. Пошто је имала и ров око Великог града, Тврђава је припадала типу водених утврђења, мада није зидана тако да темељи буду у води.
Паралелна страна са Дунавом има 550 m, друга са Језавом 400, а трећа према граду 502 m. То је заправо умањена слика цариградског утврђења. Овај монументални колос српске војне архитектуре, са све три стране окружен водом, деловао је неосвојиво. Па ипак, светски догађаји, јаки продори Турака убрзали су пад Смедерева.
Мали град је служио деспоту Ђурђу као утврђен замак, од чије су једине велике дворане остала до данас четири дводелна прозора на градскоме платну, а пространство Великога града било је потребно за смештај многобројне посаде, чији је број могао износити и више хиљада људи, као што је, по неким подацима, и број нападача износио више десетина хиљада.
Тешки намети, дугогодишњи исцрпљујући рад на зидању града, оставили су трагове у народном сећању и везали проклетство за име Јерине.
Од некада малог предграђа, које је било смештено уз саму обалу Дунава и то даље од градских зидина, развило се у току векова, а нарочито после 1867. године, данашње велико место Смедерево.

## Историја
Након смрти Стефана Лазаревића, деспот Ђурђе Бранковић није могао остати у Београду који су преузели Мађари, па је саградио нову престоницу у Смедереву. Место је изабрао што даље од Турака, а са ослонцем на Дунав и границу Угарске. Ту је равница, те је саграђен водени град, опкољен Дунавом и Језавом, а са треће стране прокопан је ров са водом. Грађен је од 1428. до 1430. године, како се види из великог натписа изведеног опекама на једној кули унутрашњега (малог) града. Овакви натписи су ретки, а ово је једини пример на простору бивше Југославије. Има их још у Византији, а са те стране узет је можда и модел за зидове и куле, што је разумљиво када се зна да је радове водио Византинац Кантакузен, брат Ђурђеве жене Ирине.

### Пад
Мада је 15. век већ увелико време ватреног оружја и то оружје Срби, а нарочито Турци, већ увелико употребљавају, Смедеревска тврђава је ипак конципирана као град саграђен за борбу и одбрану хладним оружјем и од хладног оружја. Топовских места нема, сем ако топови нису били постављени само на платформама високих кула — али то су могла бити само мања оруђа. Пошто су га заузели, Турци су га, 1480. године појачали, додајући му испред сва три угла по једну савременију ниску батеријску кулу за одбрану.

### Скорија историја
За време Првог светског рата и преласка Аустријанаца преко Дунава, стари град је био бомбардован чак и топовима од 42 cm и тешко оштећен. У јесен 1938. је издвојено милион динара за рестаурацију. У Другом светском рату доживео ново разарање због велике експлозије муниције која је ту била смештена. Пред крај рата рушили су га и енглески бомбардери. Данас је цео велики комплекс у рушевинама.
Археолошка истраживања су 2012. године пронашла у северном делу сакралног комплекса гроб са остацима женске особе. У гробу су пронађене златне наушнице, на којима је грб Немањића.
Рестаурација тврђаве је почела 2010. године и планирано је да се заврши 2014, иако није. Током 2015. трајали су радови на рестаурацији Језавског бедема.
Од 2024. траје припрема и израда докуменације за упис тврђаве на Унескову Листу светске баштине.

## Галерија

### Куле и зидине
- Тврђава
- Тврђава
- Тврђава
- Тврђава
- Тврђава
- Тврђава
- Тврђава
- Тврђава
- Тврђава
- Тврђава
- Тврђава
- Тврђава

### Изглед изнутра
- Тврђава унутрашњост
- Тврђава унутрашњост
- Тврђава унутрашњост
- Тврђава унутрашњост
- Тврђава унутрашњост
- Тврђава унутрашњост (панорама)
- Остаци цркве из 15. века
- Изглед села унутар тврђаве
- Изглед села унутар тврђаве
- Изглед села унутар тврђаве
- Изглед села унутар тврђаве
- Изглед села унутар тврђаве
- Изглед села унутар тврђаве

### Јеринин град
- План Јерениног града
- Улаз у град
- Бунар унутар града
- Пушкарница
- Стрме степенице ка горњем делу града
- пењање на кулу
- Поглед
- Поглед
- Поглед
- Тврђава
- Тврђава
- Тврђава
- Тврђава
- Тврђава
- Тврђава
- Тврђава
- Тврђава

### Поглед на шанац
- Шанац са водом
- Шанац са водом

### Поглед изван зидина
- Спољни зидови
- Спољни зидови
- Спољни зидови
- Спољни зидови

### Оружје
- Стара пушка
- Топ
- Топ
- Топ

### Добродошлица путницима
- Добродошлица путнику намернику